# Saint-Pardoux-d’Arnet
Saint-Pardoux-d’Arnet település Franciaországban, Creuse megyében. Lakosainak száma 164 fő (2022. január 1.). Saint-Pardoux-d’Arnet Crocq, Néoux, Saint-Avit-de-Tardes, Saint-Maurice-près-Crocq, Saint-Oradoux-près-Crocq és La Villetelle községekkel határos.

## Népesség
A település népessége az elmúlt években az alábbi módon változott:
| Lakosok száma | 245  | 181  | 186  | 157  | 166  | 168  | 173  | 169  | 167  | 164  |
|               | 1968 | 1982 | 1990 | 2006 | 2013 | 2015 | 2017 | 2019 | 2020 | 2022 |